# Orehovica
Orehovica ist eine kroatische Ortschaft in der Gespanschaft Međimurje.
Auf einer Fläche von 28,33 km² setzt sie sich aus den drei Dörfern Orehovica, Podbrest und Vularija zusammen. Sie hat 2685 Einwohner (Volkszählung 2011) und gehört zum Bistum Varaždin.